# 1790 en droit
Cet article présente les faits marquants de l'année 1790 en droit.

## Événements
- Interdiction des coalitions ouvrières en Grande-Bretagne[1].
- Japon : interdiction de tout autre enseignement que celui du confucianisme (doctrine de Zhu Xi, 1130-1200)[2]. La censure est renforcée et il est interdit de publier quoi que ce soit sur les défauts de l’administration.
- 11 janvier, Révolution brabançonne : proclamation de la république brabançonne (États belgiques unis). Henri van der Noot (1731-1827) devient le Premier ministre des États-Unis de Belgique[3] (fin en décembre).
- 18 janvier : avant de mourir, Joseph II abroge la plupart de ses réformes, à l’exception des patentes de 1781[4]. Réaction aristocratique en Hongrie, qui réclame la convocation de la Diète et s’oppose à la germanisation. Les nobles brûlent les cadastres. Les paysans se révoltent, soutenant l’empereur.
- Février : Matsudaira Sadanobu (1758-1829), principal acteur du gouvernement du Japon, ordonne que l’on envoie massivement les mendiants (à condition qu’ils soient innocents de tout crime) en exil sur l’île de Sado, dans la mer du Japon[5]. D’autres camps de séjours (yoseba) seront installés dans d’autres lieux. Les itinérants sont officiellement rassemblés dans ces camps de réhabilitation par le travail pour préparer leur retour dans la société. Il apparaît rapidement que l’exil à Sado revient de fait à une condamnation au bagne, puis à la mort.
- 8 et 28 mars : la Constituante adopte un décret et une instruction qui écartent les colonies du droit métropolitain et crée des assemblées coloniales ouvertes aux propriétaires. Il confirme l'esclavage mais donne l'égalité de droit entre tous les citoyens libres. Le 28 mai les Blancs de Saint-Domingue, qui ont élu une assemblée excluant les libres de couleur, votent une Constitution[6].
- 22 mai, France : décret de Déclaration de paix au monde[7].
- 12 juillet, France : vote de la constitution civile du clergé[8].
- 1er septembre : rétablissement de la censure par décret impérial.
- 22 octobre, Grande-Bretagne : acquittement du lieutenant William Bligh, accusé de la perte du Bounty, vaisseau de guerre de Sa Majesté[9].
- 28 octobre, Saint-Domingue : soulèvement des Libres de couleur à Port-au-Prince organisé par Vincent Ogé, qui réclame l'exécution du décret du 8 mars ; battus, Ogé et ses partisans sont livrés par les Espagnols et exécutés le 26 février 1791[10].

## Naissances
3 mars : John Austin, juriste et philosophe du droit britannique († 1er décembre 1859).